# Ferrocarril Calcuta-Delhi
El ferrocarril Calcuta-Delhi fou la primera gran via fèrria de l'Índia Britànica construïda a proposta del governador general Lord Hardinge. La seva finalitat en el fons era permetre el transport ràpid de tropes en cas de revolta, però quan va esclatar la rebel·lió dels sipais estava encara en construcció. Posteriorment fou acabada el 1864 i moltes de les seves estacions tenien una construcció de tipus militar, quasi fortaleses. El 1865 fou allargada fins a Multan. El 1869 una branca va creuar els Ghats Occidentals al darrere de Bombai per unir-se als grans ports. A partir de la dècada del 1870, després de les grans fams, es van fer línies per portar els subministraments excedents d'una regió de manera ràpida cap a les regions afectades per la gana. Els ferrocarrils eren molt utilitzats també pels pelegrins.